# أولاد رمضان (أولاد سعيد)
أولاد رمضان هو دُوَّار يقع بجماعة مشرع حمادي، إقليم تاوريرت، جهة الشرق في المملكة المغربية. ينتمي الدوّار لمشيخة أولاد سعيد التي تضم 5 دواوير. يقدر عدد سكانه بـ 64 نسمة حسب الإحصاء الرسمي للسكان والسكنى لسنة 2004.

## روابط خارجية
- البوابة الوطنية للجماعات الترابية
- المندوبية السامية للتخطيط